# Ellenor Fenn
Ellenor Fenn (nascida como Ellenor Frere; 1743-1813) foi uma escritora britânica especializada em literatura infantil.

## Primeiros anos
Fenn nasceu em 12 de março de 1743 em Westhorpe, Suffolk, filha de Sheppard e Susanna Frere. Em 1766 uniu-se no matrimonio com o antiquário John Fenn e se mudou com ele para Hill House, Dereham, Norfolk. O casal não tiveram filhos, entretanto, adotaram uma menina, Miss Andrews.

## Carreira
Fenn escreveu uma série de livros infantis para seus sobrinhos e sobrinhas, inspirados pelo trabalho de Anna Laetitia Barbauld, Lessons for Children (1778-9), e em 1782 escreveu para editora infantis de John Marshall perguntando se ela poderia publicá-los. Entre 1782 e 1812, publicou vários livros por Fenn, muitas vezes anonimamente ou sob o pseudônimo de Sra ou Ms. Lovechild. "Cobwebs to Catch Flies (1783)", um livro de leitura, era sua obra mais popular; Ela teve várias edições, tanto na Grã-Bretanha e nos Estados Unidos até o início 1870, Seu livro "Child's Grammar" tinha sessenta edições na década de 1860.
Fenn também criou brinquedos e jogos que incentivou as mães a ensinar seus filhos. Andrea Immel uma especialista na infância século XVIII, escreveu que por seus jogos, é possível "reconhecer Fenn como uma dos primeiras pessoas que desenvolveram estratégias para ensinar as crianças". Os jogos enfatizam conversação e próprio mundo das crianças; incentivar a mãe a responder as perguntas e ensinar espontaneamente quando a criança está interessada em aprender.

## Vida em Dereham
Quando o marido de Fenn foi nomeado cavaleiro em 1787, Fenn ficou conhecida como Lady Fenn. Seu marido serviu como comissário de Norfolk 1791-92. Depois de sua morte, que ocorreu em 14 de Fevereiro de 1794, Fenn continuou a ter uma situação financeira estável e poderia dedicar a maior parte de seu tempo a filantropía. Fenn estabeleceu uma escola dominical em Dereham, em 1785, com mais de cem alunos em 1788. Ela também fundou uma escola de costura e "comércio reviveu a renda de costureira para mulheres de baixa renda"
Fenn Dereham morreu em 1 de novembro de 1813, com 69 anos de idade, e foi sepultada na Igreja St. Bartholomew em Finningham, Suffolk.

## Análise literária
A maioria das obras de Fenn foram escritas especificamente para mulheres e meninas. Ele escreveu uma série de livros intitulada "Mrs. Teachwell's Library for Young Ladies."

## Lista de obras
Esta lista de obras, que exclusivamente é a lista de bibliografia dos livros de Fenn por Carol Percy.
- Set of Toys (c.1780) - game
- School Occurrences (1782-3)
- Juvenile Correspondence (1783)
- Cobwebs to Catch Flies (1783)
- Fables, by Mrs. Teachwell (1783)
- Fables in Monosyllables by Mrs. Teachwell (1783)
- Rational Sports (1783)
- School Dialogues for Boys (1783-4)
- Female Guardian (1784)
- Art of Teaching in Sport (1785)
- The Rational Dame (1786)
- A Spelling Book (1787)
- Fairy Spectator (1789)
- Juvenile Tatler (1789)
- The Village Matron (1795)
- The Short History of Insects (1796)
- The Infant's Friend (1797)
- The Mother's Grammar (1798)
- The Child's Grammar (1798)
- Parsing Lessons for Elder Pupils (1798)
- Parsing Lessons for Young Children (1798)
- The Friend to Mothers (1799)
- Family Miscellany (1805)
- The Teacher's Assistant (1809)